# کارل سوکول
کارل سوکول (آلمانی: Carl Szokoll؛ ‏ ۱۵ اکتبر ۱۹۱۵ – ۲۵ اوت ۲۰۰۴) سرگرد اتریشی ورماخت و یکی از اعضای فعال گروه مقاومت اتریش بود که در کودتای ۲۰ ژوئیه نقش داشت. وی پس از پایان جنگ به نویسندگی و تهیه‌کنندگی فیلم روی آورد.
از فیلم‌هایی که وی در آن‌ها نقش داشته‌است، می‌توان به کُنتس از خنده مُرد، قصر لذت و خانم صاحبخانه هم روابط عاشقانه دارد اشاره نمود.